# Calaxius pailoloensis
Calaxius pailoloensis är en kräftdjursart som först beskrevs av M. J. Rathbun 1906.  Calaxius pailoloensis ingår i släktet Calaxius och familjen Axiidae. Inga underarter finns listade i Catalogue of Life.